# Tricyphona (Tricyphona) vernalis vernalis
Tricyphona (Tricyphona) vernalis vernalis is een ondersoort van de tweevleugelige Tricyphona (Tricyphona) vernalis uit de familie Pediciidae. De ondersoort komt voor in het Nearctisch gebied.